# Roch La Salle
Roch La Salle PC (* 6. August 1929 in Saint-Paul, Québec; † 20. August 2007) war ein kanadischer Politiker der Progressiv-konservativen Partei (PC), der mit Unterbrechungen fast 20 Jahre lang Mitglied des Unterhauses sowie zwischen 1979 und 1980 Minister für Versorgung und Dienstleistungen im 21. kanadischen Kabinett von Premierminister Joe Clark war. Später war La Salle, der 1981 Vorsitzender der Union nationale in Québec war, von 1984 bis 1987 Minister für öffentliche Arbeiten sowie Staatsminister im 24. Kabinett Kanadas von Premierminister Brian Mulroney.

## Leben

### Berufliche Tätigkeiten, Bürgermeister und Unterhausabgeordneter
La Salle war ursprünglich in der Privatwirtschaft tätig und arbeitete als Handelsvertreter, Direktor und Mitarbeiter für Öffentlichkeitsarbeit sowie als Wirtschaftsmanager. Seine politische Laufbahn begann er in der Kommunalpolitik als Beigeordneter (Alderman) in Crabtree, eine kleine Gemeinde in Lanaudière, deren Bürgermeister er zwischen 1957 und 1965 war.
Bei der Wahl vom 8. November 1965 kandidierte er ohne Erfolg für die Progressiv-konservative Partei (PC) im Wahlkreis Joliette-L’Assomption-Montcalm erstmals für ein Mandat im Unterhaus. Bei der darauf folgenden Wahl vom 25. Juni 1968 wurde er für die PC im Wahlkreis Joliette zum Mitglied des Unterhauses gewählt und vertrat diesen Wahlkreis bis zum 16. März 1981, wobei er die PC am 4. Mai 1971 verließ und bei der Wahl vom 30. Oktober 1972 mit Erfolg als Parteiloser kandidierte. Am 26. Februar 1974 trat er dann der Progressiv-konservativen Partei wieder als Mitglied bei. Während seiner Unterhauszugehörigkeit war La Salle zwischen dem 20. Dezember 1974 und Mai 1976 zunächst stellvertretender Sprecher der PC-Fraktion für Landwirtschaft und danach von Mai 1975 bis Oktober 1977 Sprecher seiner Fraktion für Fitness und Amateursport. Im Anschluss fungierte er zwischen Oktober 1977 und 1978 als Sprecher der Opposition für Beschäftigung.

### Bundesminister und Vorsitzender der Union nationale
Am 4. Juni 1979 wurde La Salle von Premierminister Joe Clark als Minister für Versorgung und Dienstleistungen in das 21. Kabinett Kanadas berufen, dem er bis zum Ende von Clarks Amtszeit am 2. März 1980 angehörte. Nach der Niederlage bei den Unterhauswahlen vom 18. Februar 1980 fungierte er zwischen dem 9. April 1980 und dem 8. September 1981 als Sprecher der Opposition für wirtschaftliche und regionale Entwicklung.
Nachdem er am 19. Januar 1981 als Nachfolger von Michel Le Moignan zum Vorsitzenden der Union nationale (UN), einer regionalen Partei in Québec gewählt worden war, legte er am 16. März 1981 sein Unterhausmandat nieder, um die UN in die bevorstehende Wahl zur Nationalversammlung von Québec zu führen. Nachdem die UN aber nur 144.070 Wählerstimmen (4,00 %) erhielt und ihre elf Abgeordnetensitze verlor, trat er am 6. Juni 1981 bereits wieder als Parteivorsitzender zurück und wurde durch Jean-Marc Béliveau abgelöst.
Am 17. August 1981 kehrte La Salle wieder in die Bundespolitik zurück, nachdem er für die Progressiv-konservative Partei bei einer Nachwahl im Wahlkreis Joliette wieder zum Abgeordneten in das Unterhaus gewählt wurde und diesem bis zu seinem Mandatsverzicht am 20. November 1988 angehörte. In der Folgezeit fungierte er vom 9. September 1981 bis September 1983 als Sprecher der PC-Fraktion für die Region Québec sowie anschließend zwischen 1983 und 1984 als Sprecher der Opposition für öffentliche Arbeiten.
Nach dem Sieg der Progressiv-konservativen Partei bei der Unterhauswahl vom 4. September 1984 wurde Wise am 17. September 1984 von Premierminister Brian Mulroney zum Minister für öffentliche Arbeiten ernannt. Dieses Ministeramt bekleidete er bis zum 29. Juni 1988. Anschließend wurde er am 30. Juni 1986 Staatsminister ohne Geschäftsbereich, musste aber von diesem Amt am 19. Februar 1987 zurücktreten, weil er in mehrere die Regierung belastende Affären verstrickt war. Das gegen ihn eingeleitete Strafverfahren wegen Bestechung und Einflussnahme wurde jedoch später eingestellt.